# Gabriel Aguayo
Gabriel Aguayo Díaz (San Estanislao, 10 de febrero de 2005) es un futbolista paraguayo que juega de mediocampista y su equipo actual es Cerro Porteño de la Primera División de Paraguay.

## Trayectoria

### Inicios
Nacido en San Estanislao, comenzó a jugar al fútbol a los cinco años. Para 2019, formaba parte del equipo sub-14 de Cerro Porteño.

### Cerro Porteño
Debutó con el primer equipo del club a los diecinueve años, el 15 de marzo de 2024, en un partido de liga contra Sportivo Luqueño. Marcó su primer gol en la liga frente a Sportivo Trinidense. Al final de la temporada, también había disputado cuatro encuentros en la Copa Libertadores 2024 y uno más en la Copa Sudamericana 2024.
En mayo de 2024, se informó que al menos cinco de los clubes más importantes de Brasil estaban interesados en Aguayo. En julio de 2024, Daily Express reportó que el jugador estaba siendo seguido por el Wolverhampton Wanderers de la Premier League, así como por D.C. United y Nashville SC de la Major League Soccer. Sin embargo, a finales de agosto de 2024, Cerro Porteño anunció que el jugador había firmado una extensión de contrato por cinco años, asegurando su permanencia en el club a pesar de los rumores.

## Selección nacional

### Sub-23
Para 2021, Aguayo ya era miembro de la selección sub-17 de Paraguay. Carlos Jara Saguier, entrenador de la selección sub-23, expresó su interés en incluir a Aguayo en el plantel de Paraguay para los Juegos Olímpicos de 2024, pero el jugador no cumplía con los requisitos de elegibilidad debido al cierre del periodo de inscripciones.

### Absoluta
A los diecinueve años, en su primera temporada como jugador profesional, Aguayo fue convocado por primera vez a la selección mayor para disputar amistosos contra Perú, Chile y Panamá en junio de 2024, como parte de la preparación del equipo para la Copa América 2024.